# دیمیتری دیامانتیدیس
دیمیتری دیامانتیدیس (یونانی: Δημήτρης Διαμαντίδης؛ زادهٔ ۶ مهٔ ۱۹۸۰) بازیکن بسکتبال اهل یونان است.

## فعالیت ورزشی

### باشگاهی
از باشگاه‌هایی که در آن بازی کرده‌است می‌توان به باشگاه بسکتبال پاناتینایکوس اشاره کرد.

## دستاوردها
وی در مسابقات کشوری و بین‌المللی در مجموع برندهٔ ۳ مدال طلا، ۲ مدال نقره شده‌است.